# 빅스비 (가상 비서)
빅스비(영어: Bixby)는 삼성전자가 자체 개발한 음성 인식 플랫폼으로, 2017년 3월 29일 공개된 삼성전자의 갤럭시 S8에 탑재된 인공지능(AI) 가상 비서이다. 삼성전자가 애플 ‘Siri’ 개발진들이 창업한 비브랩스와 삼성 내부 자사 기술을 융합하여 만들어진 서비스다. 빅스비는 지능형 검색엔진인 울프럼 알파를 적용하여 자연스러운 대화형의 인터페이스를 지원한다. 더불어 인공지능 딥 러닝 기능을 탑재하였다. 마이크로소프트의 SNS 서비스 MS 링크드인과 연동을 하였다. 빅스비는 비즈니스, 여가, 생활 관련 기능 등을 지원한다. 현재 한국어, 영어, 중국어를 지원하고 있으며 빅스비는 갤럭시 S8 이상의 기기에서 사용할 수 있고, 안드로이드 7.1.1 누가(Nougat)로 업데이트된 갤럭시 S6 & 갤럭시 S6 엣지 & 갤럭시 S6 엣지+, 갤럭시 노트5, 갤럭시 S7 & 갤럭시 S7 엣지 및 갤럭시 A 시리즈에 비공식적으로 빅스비 설치가 가능하다.
삼성은 빅스비를 2020년까지 모든 가전 제품에 탑재해 가정용 사물인터넷(IoT Internet of Things)인 스마트홈 경쟁력을 확보한다는 계획이다.

## 지원기기
최초로 갤럭시 S8에 탑재되었으며 아래는 지원 기기 목록이다.
갤럭시 S8, 갤럭시 S8+, 갤럭시 S9, 갤럭시 S9+, 갤럭시 S10e, 갤럭시 S10, 갤럭시 S10+, 갤럭시 노트FE(빅스비 홈, 리마인더만 지원), A8 2018, A8+ 2018 갤럭시 노트8, 갤럭시 노트9, 갤럭시 노트10, 갤럭시 노트10+등의 기기를 지원하며,
안드로이드 7.0, 7.1.1 누가(Nougat)로 업데이트된 갤럭시 S6 & 갤럭시 S6 엣지 & 갤럭시 S6 엣지+, 갤럭시 노트5, 갤럭시 S7 & 갤럭시 S7 엣지 및 갤럭시 A 시리즈에 비공식적으로 빅스비 설치가 가능하다.
또한 10월 5일에는 마이크로소프트 스토어 앱에 빅스비가 출시되었다. Galaxy Book Pro 360, Galaxy Book Pro, Galaxy Book, Galaxy Book Odyssey, Galaxy Book Go, Galaxy Book Go 5G에서 지원하며 그 이외에 컴퓨터도 설치가능하지만 실행이 불가능하다.

## 타사 기술과의 비교
| AI 비서            | 빅스비(Bixby) | 알렉사(Alexa)                                                                               | 시리(Siri) | 구글 어시스턴트(Google Assistant)                                                                                                 | 젠보(Zenbo) |
| ------------------ | --- | ------------------------------------------------------------------------------------------- | --- | --- | --- |
| 제품개발사         | 삼성전자 | Amazon                                                                                      | 애플 | 구글 | 에이수스 |
| 개발국가           | 한국 | 미국                                                                                        | 미국 | 미국 | 대만 |
| 개발시기           | 2017년 | 2014년                                                                                      | 2011년 | 2016년 | 2016년 |
| 탑재위치           | 휴대전화, 자체 스피커 | 자체 스피커                                                                                 | 휴대전화, 컴퓨터, 자동차, 미디어허브 | 자체 스피커, 휴대전화 | 자체 이동 로봇 |
| 비지니스 관련 기능 | - 카메라 인식 후 관련 정보 알림 - 핸즈프리 전화 연결 - 일정 작성 및 리마인더 - 문자 작성 및 전송 - 송수신 전화관리 - 정보 검색 - 메모작성 | - 핸즈프리 전화 연결 - 문자 작성 및 전송 - 일정 관리 - 정보 검색                            | - 사용자 관계인식 - 핸즈프리 전화 연결 - 문자 작성 및 전송 - 일정관리 - 이메일 송·수신 및 수신 정보 알림 - 정보검색 - 식당 예약 - 음성 명령 메모 작성 | - 핸즈프리 전화 연결 - 일정 작성 및 리마인더 - 문자 작성 및 전송 - 이메일 작성 - 송수신 전화관리 - 정보검색 - 식당예약 - 항공정보 | - 사용자 주요인물 및 관계망 인식 - 사용자의 호출에 따른 이동 수행 - 사용자와 장소 사용자 매칭 - 문서 작성 및 전송 - 전화 응대 - 내방객 응대 - 정보 검색 |
| 여가관련 기능      | - 음악 재생 - 라디오 재생 - 날씨정보 - 시계·알람 - 사용자 건강 정보                                                                       | - 뉴스 및 라디오 재생 - 음악 재생 - 스포츠정보 - 영화정보 - 날씨정보 - 시계·알람 - 오디오책 | - 라디오 재생 - 음악 재생 - 스포츠 정보 - 영화 정보 - 날씨 정보 - 시계·알람 - 오디오 책                                                               | - 뉴스 및 라디오 재생 - 음악 재생 - 스포츠 정보 - 영화 정보 - 날씨 정보 - 시계·알람                                               | - 어린이 교육 기능 - 건강 관리 기능 - 음악 재생 - 라디오 재생 - 날씨정보 - 시계·알람                                                                    |
| 생활관련 기능      | - 은행서비스 - 쇼핑리스트 관리 - 택시 예약 - 스마트 홈 기능                                                                               | - 쇼핑리스트 관리 - 물품 구매 - 택시 예약 - 스마트 홈 기능 - 교통정보                       | - 쇼핑리스트 관리 - 스마트 홈 기능 - 지도 및 교통 정보 - 택시 예약                                                                                    | - 쇼핑리스트 관리 - 물품 구매 - 택시 예약 - 스마트 홈 기능 - 교통정보                                                             | - 비디오폰, 홈캠 - 감정 표현 - 대화 및 행동 반응 상호작용 - 물품 구매 - 스마트 홈 기능                                                                  |
| 한국어 지원 순     | 지원함 | 지원 안 함                                                                                  | 지원함 | 지원함 | 지원 안 함 |

## 기능

### 비즈니스 관련 기능
카메라 인식 후 관련 정보 알림/ 핸즈프리 전화 연결/ 일정 작성 및 리마인더/ 문자 작성 및 전송/ 송수신 전화관리/정보 검색/메모 작성

### 여가 관련 기능
음악 재생/ 라디오 재생/ 날씨 정보/ 시계 알람/사용자 건강 정보

### 생활 관련 기능
은행서비스 / 쇼핑리스트 관리 / 택시 예약 / 스마트 홈 / 스타벅스 주문 등 기능

### 보이스
음성은 총 4가지로, 방우호 성우가 녹음한 '우호'라는 남성, 이윤정 성우가 녹음한 '윤정'이라는 여성, 2017년 7월경 추가된 성우 서유리의 음성이 있으며 2018년 12월경 '두리'라는 성우 김두리의 음성이 추가되었다. 업데이트를 하면 한국 여자 샐럽 목소리가 추가로 제공된다.
2025년 7월 25일부터 업데이트하여 심은경이라고 변경한다.

### 비전
이미지를 인식하여 쇼핑, 이미지 서치, 장소, 와인, 번역, 명함

### 홈
- 빅스비 버튼을 두 번 연속하여 누르거나 화면을 왼쪽에서 오른쪽으로 넘겨 실행
- 앱을 실행하지 않아도 정보를 한 눈에 확인할 수 있게 하는 기능이다.
- 사용자의 일상정보를 학습 후 콘텐츠 추천(뉴스, 유튜브, 사진 등)

### 리마인더
잊지 말아야 할 일들, 다시 확인해야 할 전화, 웹 콘텐츠, 문자, 동영상, 그리고 나중으로 미뤘다가 시간 날 때 볼만한 것들

## 현황
1. 삼성 자체 앱 이외의 외부 앱과 호환하기 위한 기술 개발 중에 있다. 현재 빅스비 랩스(Bixby Labs)에서 시험 사용이 가능하다. * 호환 예정 앱: 인터넷, 캘린더, 삼성페이, 밀크, 이메일, 삼성 노트, 마이 파일, 삼성 헬스, 보이스 레코더, 비디오 플레이어, 페이스북, 페이스북 메신저, 인스타그램, 텀블러, 유튜브, 카카오톡 (국내 버전), 왓츠앱, 카카오네비, 티맵
2. 2017년 10월 18일 미국 샌프란시스코에서 열리는 ‘삼성 개발자 콘퍼런스(SDC) 2017’에서 업그레이드된 빅스비 2.0을 발표 (비브 랩스(Viv Labs)의 기술이 추가 적용됨)
3. 갤럭시 스마트폰 뿐만 아니라 삼성의 모든 전자기기에 탑재될 예정

## 같이 보기
- 가상 비서